# قرقوش

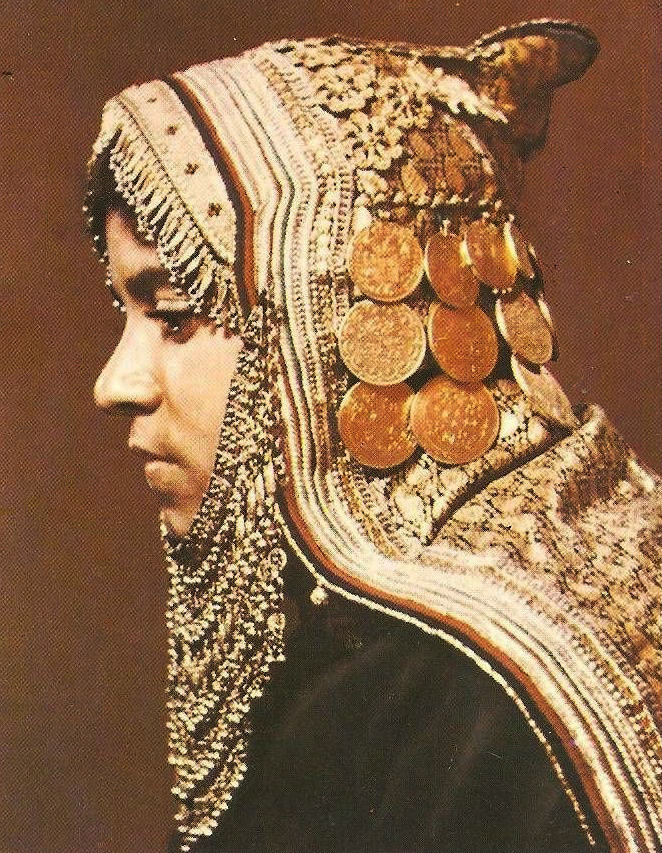
قرقوش يمني تقليدي

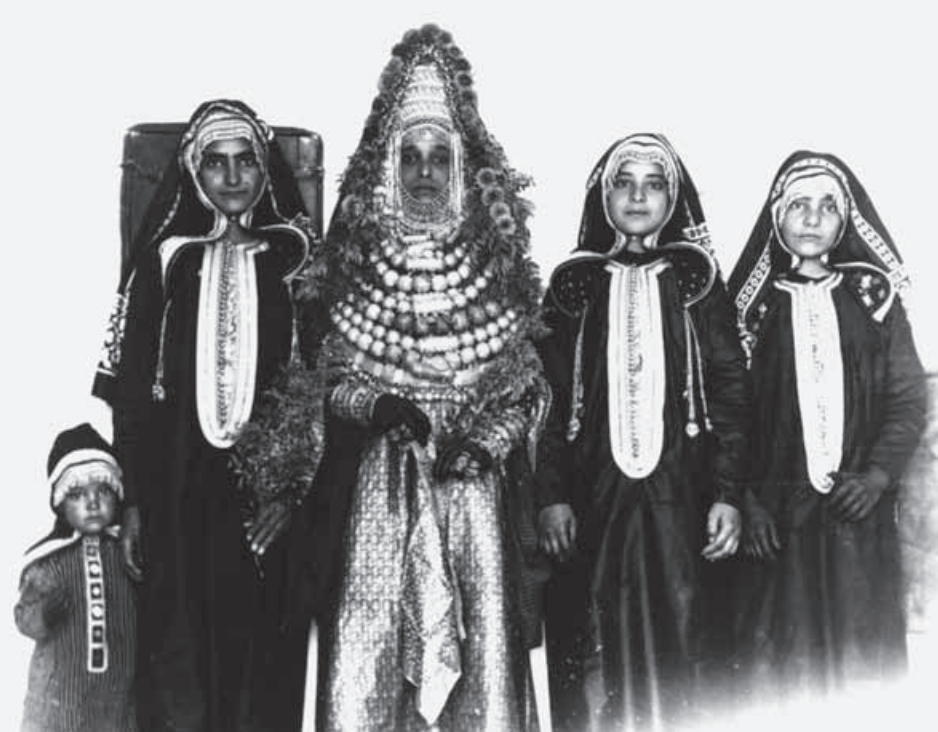
يهود صنعاء يرتدين القرقوش، 1936

القرقوش هو غطاء رأس يمني تقليدي،  يشبه القلنسوة، يعتقد أنه نشأ في المجتمع الصنعاني، ترتديه غالبا الفتيات.

## التاريخ
كان القرقوش هو غطاء الرأس الأساسي الذي ترتديه النساء اليمنيات لعدة أجيال. في صنعاء ومحيطها، ميز القرقوش النساء اليهوديات عن النساء المسلمات.  كانت النساء من جميع الأعمار يرتدين القرقوش ومع ذلك، فإن التصميم والمواد المستخدمة قد تختلف حسب الحالة الاجتماعية، والمكان، والمناسبة. 

## الوصف
القرقوش هو غطاء شعر للنساء يمتد على الكتفين ويغلق تحت الذقن بواسطة زر.   غالبًا ما كان يعبر عن الحالة الاجتماعية للمرأة من خلال المجوهرات والزخارف الملحقة به. وتنوعت المواد المستخدمة من القطن الأسود والمخمل ( القطيفة) إلى الديباج ذي الخيوط الذهبية ( المزهر ).  
كان أكثر القراقيش المزخرفة بين النساء في صنعاء هو المرساف (غطاء ذهبي كامل)، الذي كان مزينًا بزركشة فضية مذهبة وعملات ذهبية معلقة على السطح الخارجي.  كان ذلك عادةً جزءًا من مهر المرأة من والدها.  عند اليهود وفي أيام السبت والأعياد اليهودية، ترتدي النساء نوعًا يُعرف باسم القرقوش الجديد، وهو مصنوع من المخمل الأسود، مع زخارف فضية حول الحدود. 
تقليديا، ترتدي الفتاة القرقوش الأول في سن السابعة، وعادة ما يكون بزخارف فضية رمزية. في سن الثانية عشرة تقريبًا، كانت تحصل على قرقوش جديد.  يُنظر إلى قرقوش العرس على أنه غطاء رأس متقن، مغطى بالكامل بزخارف ذهبية. بعد الزواج، يطُلب من المرأة ارتداء القرقوش في خارج البيت أو عند حضور الزوار. 